# ساساری
ساساری (به ایتالیایی: Sassari) (به ساساریایی: Sassari، به ساردنیایی: Tàthari) شهری است در جزیره ساردنی ایتالیا.البته خود ساساری‌ها بعلت شبه جزیره بودن آنرا جزیره ساساری می نامند. جان فرانکو زولا مشهورترین فوتبالیست این شهر بوده که بعدها به تیم پارما و چلسی پیوسته است.
ساساری با جمعیتی در حدود ۱۳۰ هزار نفر دومین شهر بزرگ جزیره ساردنی است. جمعیت ساساری به اضافهٔ حومه در حدود ۳۰۰ هزار نفر است. شهر ساساری یکی از قدیمی‌ترین شهرهای ساردنی است و مجموعهٔ بزرگی از آثار هنری را در خود جا داده‌است.
این شهر در طی تاریخ خود در تسلط ساردنی‌ها (مدتی کم)، جنوآیی‌ها، پیزایی‌ها، آراگونها، کاتالان‌ها، اسپانیایی‌ها و اتریشی‌ها قرار داشته و همهٔ این سلطه‌گران آثار هنری و تاریخی خود را در این شهر به یادگار گذاشته‌اند.
کاخ‌ها و میدان‌های تاریخی شهر ساساری از جمله «میدان ایتالیا» و «تئاتر شهروندی» از نقاط دیدنی آن هستند.
ساساری به عنوان دومین شهر جزیره ساردنی پس از کالیاری و پنجمین شهرستان بزرگ در ایتالیا (با ۵۴۶ کیلومتر مربع مساحت) در جزیره ساردنی از اهمیت زیادی برخوردار است.

## تاریخچه
با این‌که ساساری در اوایل سده‌های میانه بنیاد شد، سرزمینی که این سکونتگاه در آن قرار گرفته از دوره نوسنگی مسکونی بوده‌است. در دوران باستان ساکنان آن از نوراگی‌ها، فنیقی‌ها و رومی‌ها بودند. فنیقی‌ها، مردمی دریانورد و سامی‌نژاد که از لبنان آمده‌بودند.
شهر ساساری در حدود سده‌های ۹ و ۱۰ میلادی توسط ساکنان بندر قدیمی رومی «توریس لیبیسونیس» (پورتو تورس امروزی) که از حملات شرقیون می‌گریختند بنیاد شد.

## شهرهای خواهر
- تیمیشوآرا، رومانی، از ۱۹۹۰
- گوبیو، ایتالیا، از ۲۰۰۲
- ویتربو، ایتالیا، از ۲۰۰۶
- نولا، ایتالیا، از ۲۰۰۶
- پالمی، ایتالیا، از ۲۰۰۶
- بارسلون، اسپانیا، از ۲۰۱۰